# コサック (アニメ)
『コサック』（ウクライナ語：Козаки）は、1967年から1995年にかけてウクライナ社会主義共和国のキエフ映画スタジオで作成されたヴォロディームィル・ダフノー監督のアニメ・シリーズである。

## 概要
アニメの主人公は、のっぽ・ちび・力持ちという三人のウクライナ・コサックである。三人にはフラーイ・オーコ・トゥールという名前があるが、アニメでは用いていない。のっぽは狡くて賢いコサック、ちびは元気で勇敢なコサック、力持ちは恥ずかしがりやで感傷的なコサックとなっている。三人は、他国に行ったり、神々や宇宙人と会ったりする様々な冒険に挑戦する。アニメには会話がなく、直観で理解できるシーンが中心となっている。
『コサック』を発表したダフノー監督は、一時は「ウクライナの民族主義者」として共産党側によって批判されたが、アニメ・シリーズがウクライナのみならず全ソ連で人気を浴びるに連れて、優秀な監督として公認された。

## シリーズ
- コサックがお粥をつくっていた事について（Як Козаки куліш варили；1967年、09:49）
  - コサックとイスラム教徒の奴隷商人との戦いをテーマにした作品である。
- コサックがサッカーをやった事について（Як Козаки у футбол грали；1970年、18:23）
  - コサックがヨーロッパを廻ってサッカーの試合に参加することをテーマにした作品。コサックはドイツの騎士、フランスの銃士、イギリスの貴族を相手に連勝する。
- コサックがお嫁さんを救った事について（Як Козаки наречених виручали；1973年、18:51）
  - コサックと海賊との戦い、古代ギリシャ・エジプト・インドなどへの旅行をテーマにした作品。
- コサックが塩を買った事について（Як Козаки сіль купляли；1975年、09:20）
  - コサックが塩の商人を助けて塩を奪った大貴族と戦うことをテーマにした作品。
- コサックが五輪チャンピオンになった事について（Як Козаки Олімпійцями стали；1978年、17:35）
  - コサックが五輪に参加することと、古代ギリシャの神話をテーマにした作品。
- コサックはフランスの銃士に手伝った事について（Як Козаки мушкетерам допомагали；1979年、17:37）
  - コサックが『三銃士』で登場する主人公とともに冒険することをテーマにした作品。
- コサックが宇宙人を歓迎した事について（Як Козаки інопланетян зустрічали；1983年、17:20）
  - コサックが、宇宙人の帰国を助けて、ブルガリア・ローマ・スペインを廻って宇宙船のための燃料を探すことをテーマにした作品。
- コサックが結婚式で遊んだ事について（Як Козаки на весіллі гуляли；1984年、19:28）
  - コサックがウクライナの民話的怪物や妖怪と戦うことをテーマにした作品。
- コサックがホッケーをやった事について（Як Козаки в хокей грали；1995年、17:57）
  - コサックとアメリカ人とのホッケーの試合、盗賊との戦いをテーマにした作品。